# Philipp Stöhr (Mediziner, 1849)

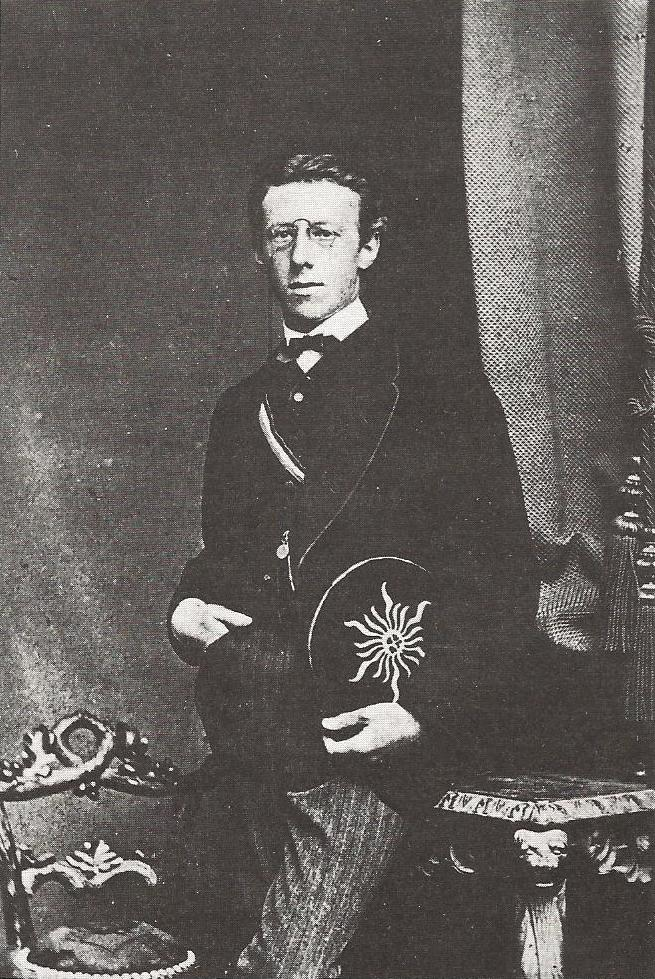
Philipp Stöhr, vor 1873

Philipp Stöhr (der Ältere) (* 13. Juni 1849 in Würzburg; † 4. November 1911 ebenda) war ein deutscher Anatom und Hochschullehrer in Zürich und Würzburg.

## Leben
Philipp Stöhr, Sohn eines Weinhändlers und Gastwirts, studierte an der Julius-Maximilians-Universität Würzburg Medizin, 1869 wurde er Mitglied des Corps Bavaria Würzburg. Mit einer Doktorarbeit bei Albert Kölliker wurde er 1873 zum Dr. med. promoviert. Er bildete sich an den anatomischen Instituten der Universität Leipzig, der Universität Breslau und der Universität Greifswald weiter. 1877 wurde er Prosektor für Anatomie, Histologie und Embryologie in Würzburg. Er habilitierte sich 1879. Er wurde 1882 Prosektor und 1884 außerordentlicher Professor für Anatomie. 1882 wurde er in die Deutsche Akademie der Naturforscher Leopoldina gewählt. 1889 wurde er ordentlicher Professor für Anatomie an der Universität Zürich.
Als Ordinarius von 1897 bis 1911 und als Nachfolger Köllikers dem Anatomischen Institut ab 1902 vorstehend baute Stöhr in Würzburg eine führende Schule der wissenschaftlichen Histologie und Embryologie auf. Stöhr, der auch als Dekan und Rektor der Universität wirkte, verfasste das erste für Medizinstudenten brauchbare Lehrbuch der Histologie, das bis 1912 fünfzehn Auflagen erlebte und bis 1969 (30. Auflage) weitergeführt wurde.
Zu seinen wichtigsten Arbeitsgebieten gehörte das lymphatische System, insbesondere der Thymus. Sein Neffe Philipp Stöhr wurde an der Universität Bonn ebenfalls Ordinarius für Anatomie.

## Schriften
- mit Carl Hasse, G. Born, H. Strasser: Das näturliche System der Elasmobranchier auf Grundlage des Baues und der Entwicklung ihrer Wirbelsäule. G. Fischer, Jena 1879–1885 doi:10.5962/bhl.title.8431
- mit Adolf Fick: Compendium der Physiologie des Menschen. 3. Auflage, Wilhelm Braumüller, Wien 1882. doi:10.5962/bhl.title.44167
- Lehrbuch der Histologie und der mikroskopischen Anatomie des Menschen mit Einschluss der mikroskopischen Technik. Gustav Fischer, Jena
  - 1887 online
  - 5. Auflage 1902 doi:10.5962/bhl.title.44509
  - 16. Auflage 1915 Digitalisierte Ausgabe der Universitäts- und Landesbibliothek Düsseldorf
  - ins Englische übersetzt von Emma L. Billstein, bearbeitet von Alfred Schaper: Text-book of histology, including the microscopical technique. P. Blakiston, Philadelphia 1896 doi:10.5962/bhl.title.44145
  - ins Englische übersetzt von Frederic T. Lewis: Stöhr’s Histology. P. Blakiston’s Son & Co., Philadelphia 1910. doi:10.5962/bhl.title.1207 (Übersetzung der 12. deutschen Auflage)
  - ins Englische übersetzt von Frederic T. Lewis: A text-book of histology. P. Blakiston’s Son & Co., Philadelphia 1913. doi:10.5962/bhl.title.29720 doi:10.5962/bhl.title.1215 (Übersetzung der 15. deutschen Auflage).
- Die Beziehungen zwischen Universität und Julius-Spital. Festrede zur Feier des dreihundersechsundzwanzihjährigen Bestehens der Königl. Julius-Maximilians-Universität zu Würzburg, gehalten am 11. Mai 1908. Stürtz, Würzburg 1908; auch in Würzburger Journal. Band 63, Nr. 129 und 130 vom 12. und 13. Mai 1908.